# 裴稹
裴稹（？—740年），字道安，絳州聞喜縣（今山西省運城市聞喜縣）人，出自河東裴氏定著六房之一的中眷裴。官至從六品上祠部員外郎。

## 家族
裴稹的高祖裴定高，為北周馮翊郡太守，襲封琅琊公。曾祖為隋末名將裴仁基，為左光祿大夫兼河南道討捕大使，唐朝追贈原州都督，諡號忠。祖父為唐高宗時名臣裴行儉，官至禮部尚書兼定襄道行軍大總管聞喜公，贈太尉，諡號獻。父親為開元十八年侍中兼吏部尚書裴光庭，贈太師，諡號忠獻。

## 生平
裴稹天性聰穎、才氣縱橫，以辭令、風儀見長，並善於選拔、推薦人才。
開元初年舉孝廉高第，以門蔭入仕。裴稹二十歲便敕授左千牛備身，成為皇帝的扈衛侍從，並於三十歲時轉為太子通事舍人。一年後裴稹調補為太常主簿，管理宗廟祭祀的文書。因為裴稹優異的工作表現，太常卿韋韜曾想為他升遷，但性格不求苟祿的裴稹拒絕。後裴稹轉任京兆府司錄參軍，擔任軍政長官的幕僚。
開元二十一年（733年），裴稹的父親裴光庭過世。裴光庭曾在朝廷推行循資格制度（循資格：一個以資歷選拔人才的制度），樹敵無數。其中，他最主要的政敵便是蕭嵩。因此，受到時任唐朝宰相的蕭嵩指示，太常博士孫琬以其推廣循資格，非奬勵勸勉之誼，裴光庭的諡號為「克」。這個結果令裴稹大感不滿，因此為裴光庭的諡號晝夜流淚，並多次上書至朝廷。後唐玄宗受裴稹的孝心感動，下詔將裴光庭的諡號改為「忠獻」。
裴稹曾官拜起居郎，隨侍玄宗左右，紀錄國家政事與個人善惡行為。在職期間，裴稹補齊了武德年間至當時四百餘卷史書的缺漏。
開元二十四年（736年），壽王李琩因受到母親武惠妃寵愛，想將其立為太子。這件事涉及奪取嫡長子一事，因此朝野畏懼議論此事，保持緘默。只有裴稹一人以申生、戾園（戾太子劉據）之禍力諫玄宗。玄宗接受了裴稹的建議，為了感謝裴稹，玄宗下詔授與裴稹給事中一職，但裴稹卻說：「陛下斷絕徵詢臣子之路已久，今天我若因此事而受到陛下特別的寵愛，之後的人便會群起跟進，那麼陛下打算要用什麼賞賜他們呢？」，玄宗才作罷。
裴稹晉升祠部員外郎，掌管宗廟祭祀的事務。後來因為工作積勞成疾病倒，臥病在床將近十天。開元二十八年（740年）十二月十九日，裴稹因病逝世於長安光德里私第。開元二十九年（741年）二月二十日，下葬於長安萬春鄉神和原。
寶應元年（762年），裴稹被追贈陝州刺史。

## 後代
裴稹共有四子。
- 長子裴倩，字容卿。尚書駕部員外郎兼殿中侍御史江西道租庸鹽鐵等使，諡號節
- 次子裴儆，字九思。尚書司勳員外郎兼殿中侍御史參中軍元帥雍王軍事，諡號成
- 三子裴倚，殿中侍御史試守萬年縣令
- 四子裴侑，太原府榆次縣尉[16]

## 來源
- 舊唐書/卷84/列傳第34。
- 新唐書/卷071上/表第11上。
- 新唐書/卷108列傳第33。
- 大唐故朝議郎行尚書祠部員外郎裴君墓誌銘（並序） （页面存档备份，存于）
- 大唐故尚書祠部員外郎贈陝州刺史裴公行狀 （页面存档备份，存于）
- 唐故尚書祠部員外郎贈陝州刺史裴公行狀 （页面存档备份，存于）